# Nicolas Bro

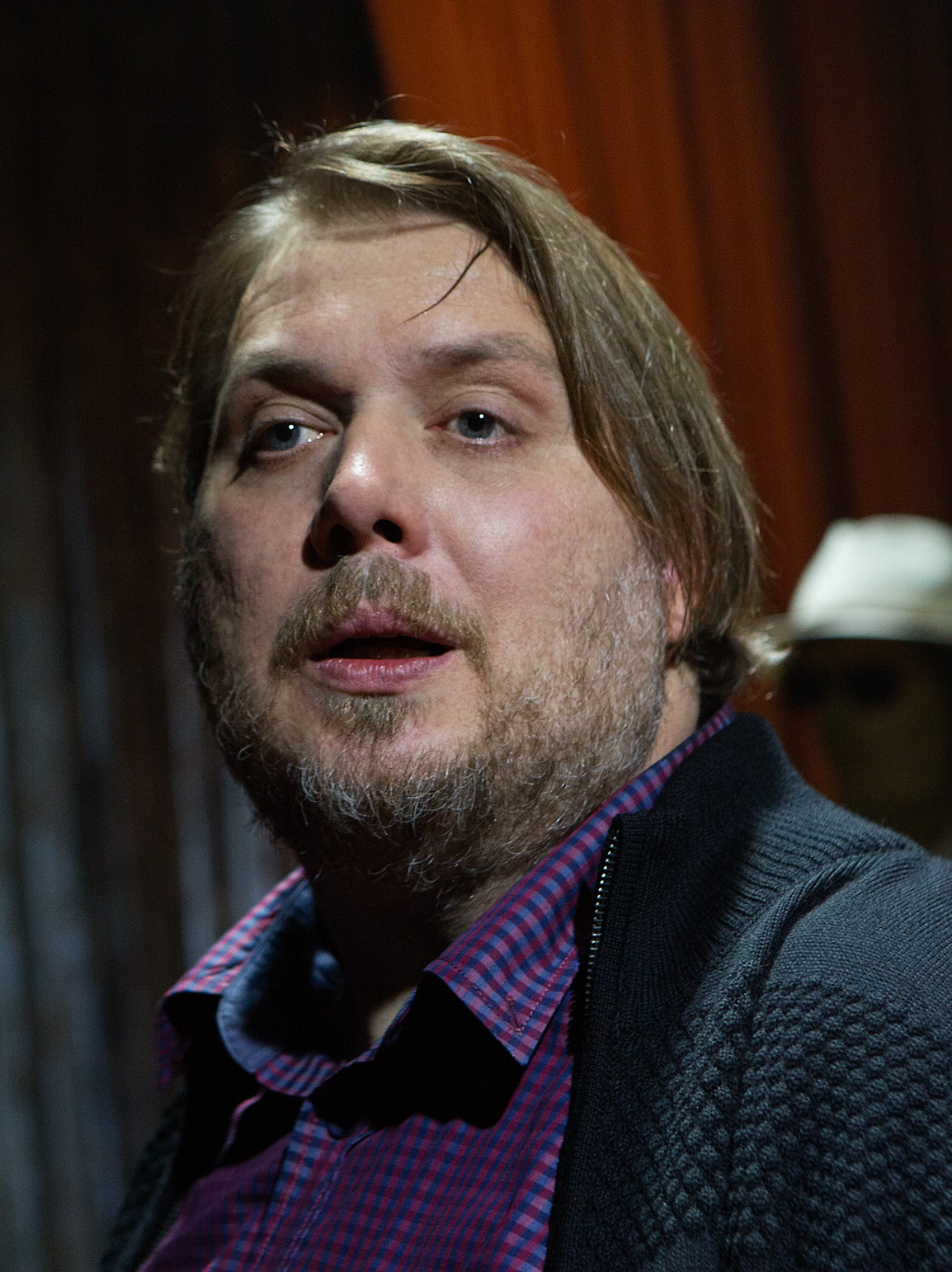
Nicolas Bro, 2016

Nicolas Bro (* 16. März 1972 in Kopenhagen) ist ein dänischer Schauspieler.

## Leben
Nicolas Bro stammt aus einer dänischen Schauspielerfamilie. Er ist der Sohn des Schauspielerpaares Helle Hertz und Christoffer Bro. Seine beiden Tanten Vigga Bro und Lone Hertz sind auch als Schauspielerinnen bekannt geworden. Sein Bruder Anders Peter Bro, seine Schwester Laura Bro und sein Cousin Steen Stig Lommer sowie seine Frau Theresa Stougaard Bro sind ebenfalls als Schauspieler tätig. Von 1994 bis 1998 besuchte er die Staatliche Schauspielschule in Kopenhagen. Für das Det Kongelige Teater arbeitet er seit dem Jahr 2000 als Schauspieler. Für den nationalen Theaterpreis Reumert wurde er 2002 nominiert und in den Jahren 2007 und 2008 in der Kategorie Bester Hauptdarsteller ausgezeichnet. 2005 erhielt er den Lauritzen-Preis, 2006 gewann er den Teaterpokalen. Des Weiteren wurde er mehrmals für die dänische Filmpreise Robert und Bodil nominiert und ausgezeichnet. Insgesamt wirkte er seit 1998 in mehr als 70 dänischen Film- und Fernsehproduktionen mit.

## Filmografie (Auswahl)
- 1998: Wahlnacht (Kurzfilm) (Valgaften)
- 2003: Stealing Rembrandt – Klauen für Anfänger (Rembrandt)
- 2003: Reconstruction
- 2003: Dänische Delikatessen (De grønne slagtere)
- 2003: Jesus und Josefine (Fernsehserie, 4 Episoden)
- 2004: The Good Cop (Den gode strømer)
- 2004: King’s Game (Kongekabale)
- 2005: Todeshochzeit (Mørke)
- 2005: Dark Horse (Voksne mennesker)
- 2005: Allegro
- 2005: Offscreen
- 2005: Adams Äpfel (Adams æbler)
- 2009: Bruderschaft (Broderskab)
- 2009: Kommissarin Lund – Das Verbrechen (Forbrydelsen, Fernsehserie, 10 Episoden)
- 2010: Die Wahrheit über Männer (Sandheden om mænd)
- 2010: Alting bliver godt igen
- 2011: Gefährten (War Horse)
- 2013: Spies & Glistrup
- 2013: Nymphomaniac I
- 2013: Antboy – Der Biss der Ameise
- 2014: Helden am Herd (Bankerot)
- 2014: 1864 – Liebe und Verrat in Zeiten des Krieges (1864, Fernsehserie, 7 Episoden)
- 2014: Mammon (Fernsehserie, 4 Episoden)
- 2014: Antboy – Die Rache der Red Fury (Antboy: Den Røde Furies hævn)
- 2015: Men & Chicken (Mænd & Høns)
- 2015: Die Brücke – Transit in den Tod (Broen) (Fernsehserie, 5 Episoden)
- 2016: Antboy – Superhelden hoch 3
- 2017: Small Town Killers (Dræberne fra Nibe)
- 2018: Verachtung (Journal 64)
- 2019: Domino – A Story of Revenge (Domino)
- 2019: Die Hüterin der Wahrheit 2: Dina und die schwarze Magie (Skammerens datter 2)
- 2019: Kidnapping (DNA, Fernsehserie)
- 2020: Thin Ice (Tunn is) (Fernsehserie, 8 Episoden)
- 2020: Helden der Wahrscheinlichkeit (Retfærdighedens ryttere)
- 2021: The Middle Man

## Preise und Auszeichnungen
- 2002: Nominierung: Reumert
- 2004: Nominierung: Robert / Bester Nebendarsteller für: Regel nr.1
- 2005: Lauritzen-Preis[1]
- 2006: Bodil / Bester Nebendarsteller für: Dark Horse
- 2007: Bodil / Bester Hauptdarsteller für: Offscreen
- 2007: Nominierung: Robert / Bester Hauptdarsteller für Offscreen
- 2007: Reumert / Bester Hauptdarsteller in Faust
- 2007: Reumert / Bester Hauptdarsteller in Hamlet
- 2013: Nominierung: Bodil / Bester Nebendarsteller für Undskyld jeg forstyrrer
- 2014: Robert in der Kategorie Bester Nebendarsteller
- 2016: Robert in der Kategorie Bester Nebendarsteller